# Massimo Troisi
Massimo Troisi, född 19 februari 1953 i San Giorgio a Cremano i Italien, död 4 juni 1994 i Rom i Italien, var en italiensk skådespelare, komiker och regissör. Han avled i hjärtinfarkt, endast 12 timmar efter att filmningen av Il postino – postiljonen hade avslutats.

## Filmografi (urval)
- 1981 – Ricomincio da tre (även regi och manus)
- 1982 – No grazie, il caffè mi rende nervoso
- 1983 – Scusate il ritardo (även regi och manus)
- 1983 – "FF.SS." - Cioè: "...che mi hai portato a fare sopra a Posillipo se non mi vuoi più bene?"
- 1984 – Nothing Left to Do But Cry (Non ci resta che piangere; även regi och manus)
- 1987 – Hotel Colonial
- 1987 – Le vie del signore sono finite (även regi och manus)
- 1989 – Splendor - drömmarnas hus
- 1989 – Hur mycket är tiden? (Che ora è?)
- 1990 – Il viaggio di Capitan Fracassa
- 1991 – Pensavo fosse amore... invece era un calesse (även regi och manus)
- 1994 – Il postino – postiljonen

## Priser och nomineringar
Vid Oscarsgalan 1996 nominerades Massimo Troisi postumt för både bästa manliga huvudroll och bästa manus efter förlaga för sina insatser i Il postino – postiljonen.